# Iglesia de María Auxiliadora (Bollullos Par del Condado)

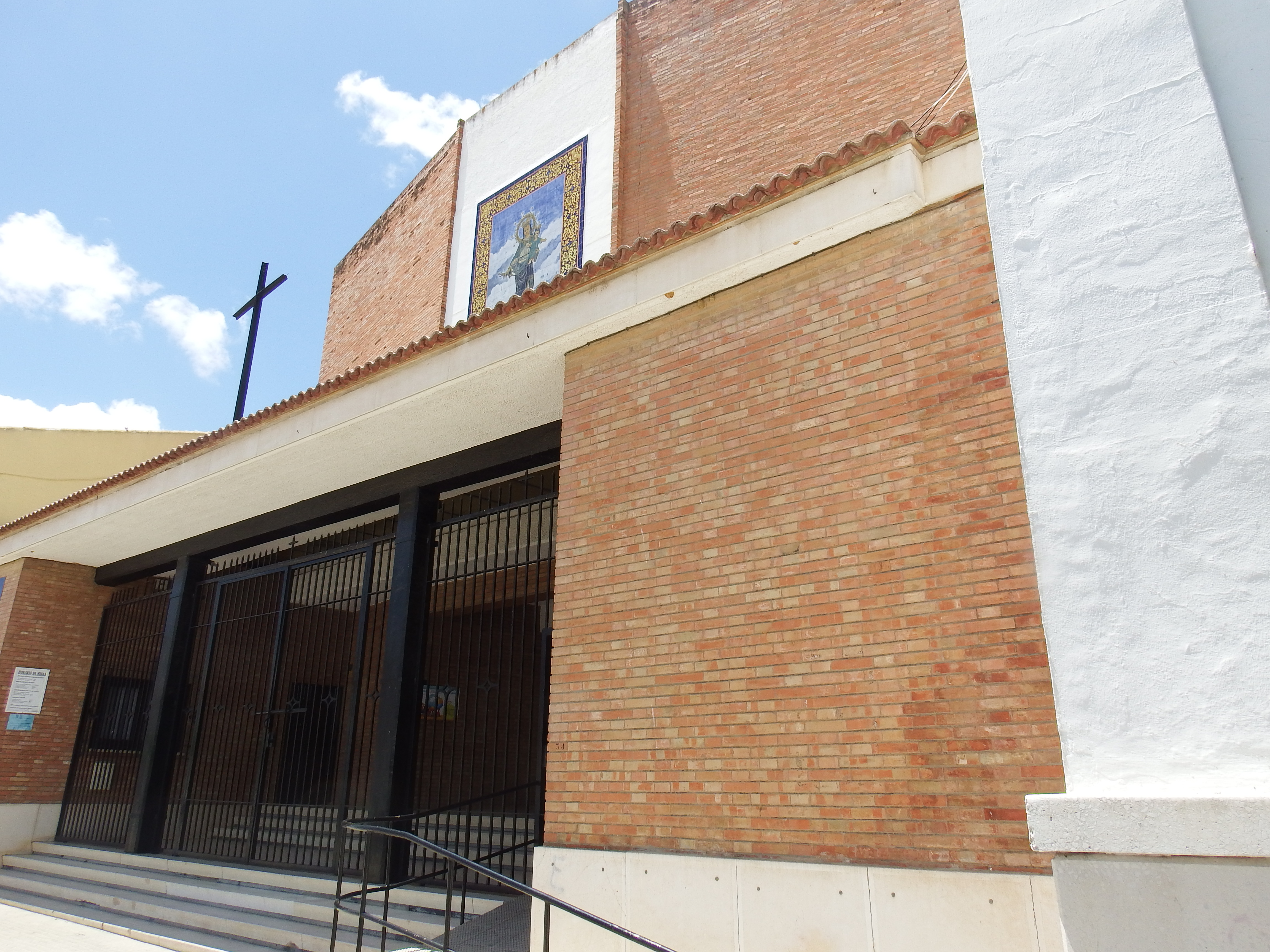
Vista general

La iglesia de María Auxiliadora fue construida como fruto de la fuerte devoción suscitada en Bollullos Par del Condado (Provincia de Huelva, España) dirigida a María Auxiliadora. Culmina la Avenida de la Coronación, y se inauguró el 20 de junio de 1967.

## Descripción
El edificio es de una sola nave con paramentos de ladrillo visto y testero frontal cóncavo, en ángulo obtuso. El perfil de la cubierta adopta la forma de dientes de sierra. Está precedida de un atrio, que comunica a la izquierda con la sacristía y por la derecha con el despacho parroquial. A los pies junto al cancel de entrada, se sitúa la capilla del bautismo, y sobre ellos, la tribuna del coro. Preside el presbiterio, sobre una pantalla de madera en su color, un cristo crucificado de 1,95 metros. A su lado, una inscripción en hierro dice: "Así amó Dios al mundo".
A la izquierda se sitúa el sagrario, una talla de San José con el niño, y en el centro la imagen titular de la parroquia, María Auxiliadora, que recorre las calles de la feligresía la tarde/noche del 24 de mayo, acompañada por los niños que han realizado su Primera Comunión.